# Calydon (mythologie)
Calydon (en grec ancien Καλυδών/Kaludốn) est le héros éponyme du pays de Calydon, en Étolie, au nord du golfe de Corinthe.
Il est fils d’Étolos et de Pronoé.
Il épouse Éolia, fille d’Amythaon, avec laquelle il a deux filles : Épicaste et Protogénie.